# XIX. Armeekorps (Wehrmacht)
Il XIX. Armeekorps (in italiano "XIX corpo d'armata"), originariamente denominato XIX. Armeekorps (mot.) (XIX corpo d'armata motorizzato), fu una grande unità dell'esercito tedesco creata il 1º luglio 1939 a Vienna per accorpare, al comando del tenente generale Heinz Guderian, la 2ª e la 4ª divisione corazzata. Il corpo corazzato prese parte alla campagna di Polonia ed alla campagna di Francia, durante la quale schierò tre Panzer-Division, 1ª, 2ª e 10ª, ed effettuò lo sfondamento decisivo a Sedan, completando la rapida avanzata verso il mare che isolò in Belgio gran parte delle forze nemiche. Durante questa campagna, a seguito di contrasti tra il generale Guderian ed il suo superiore, il generale Ewald von Kleist, il XIX corpo corazzato venne trasformato, con l'aggiunta di altre divisioni corazzate, in gruppo meccanizzato autonomo, assumendo il nome di Panzergruppe Guderian. Al termine della campagna di Francia, dopo il vittorioso Fall Rot, il XIX corpo corazzato venne trasferito a Berlino e posto sotto il comando della 18ª armata, assumendo, nel novembre del 1940, la denominazione di 2. Panzergruppe, (II gruppo corazzato), in attesa di essere impiegato nell'operazione Barbarossa.

## La campagna di Polonia
Alla data del 1º settembre 1939, giorno di inizio dell'attacco alla Polonia, il XIX corpo corazzato era inserito nell'Heeresgruppe Nord, comandato dal generale Fedor von Bock, e comprendeva la 2ª divisione di fanteria motorizzata, comandata dal generale Paul Bader, la 3ª divisione di fanteria motorizzata, comandata dal generale Walter Lichel, la 20ª divisione di fanteria, comandata dal generale Mauritz von Wiktorin, e la 3ª divisione corazzata, comandata dal generale Leo Freiherr Geyr von Schweppenburg.
Il XIX corpo corazzato avanzò velocemente nel nord del paese insieme alla Panzer-Division "Kempf", comandata dal generale Werner Kempf, con l'obiettivo di congiungersi al XXI corpo, comandato dal generale Nikolaus von Falkenhorst, allo scopo di intrappolare nel corridoio di Danzica l'armata polacca della Pomerania, comandata dal generale Władysław Bortnowski. Il 2 settembre la tenaglia alla base del corridoio fu chiusa e due divisioni di fanteria ed una brigata di cavalleria vi rimasero intrappolate e solo alcune unità della brigata di cavalleria Pomorska tentarono di sfuggire dalla sacca, lanciandosi in un disperato contrattacco contro i carri armati del XIX corpo corazzato, venendo praticamente annientate; la chiusura della sacca fruttò ai tedeschi circa 15.000 prigionieri e le rimanenti forze dell'armata polacca indietreggiarono verso Varsavia per non essere tagliate fuori a loro volta dall'avanzata della 3ª armata, comandata dal generale Georg von Küchler.

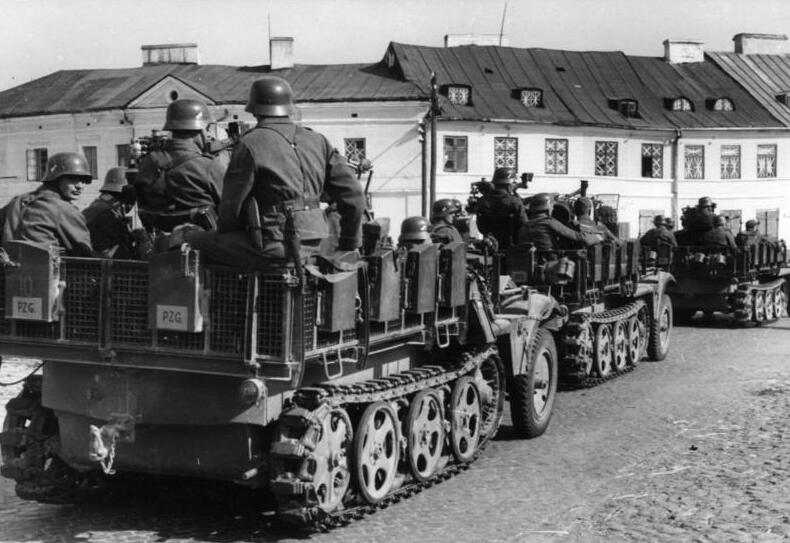
Truppe motorizzate tedesche avanzano in Polonia; la nuova tattica della guerra lampo consentì alla Germania una rapida vittoria contro l'esercito polacco

Mentre le forze tedesche del settore nord erano impegnate nella battaglia del fiume Bzura il XIX corpo corazzato, al quale era stata affiancata la 10ª divisione corazzata, comandata dal generale Ferdinand Schaal, si spinse velocemente oltre il fiume Narew in direzione di Brest-Litovsk, ad est del fiume Bug, allo scopo di congiungersi con le punte avanzate della 14ª armata, comandata dal generale Wilhelm List, con il duplice intento di tagliare la strada alle truppe in ritirata verso la parte sud orientale del paese e di prendere Varsavia alle spalle; Brest-Litovsk fu occupata tre giorni prima che le truppe impegnate nella battaglia del fiume Bzura si arrendessero, capitolando il 20 settembre, e la cattura della città, distante circa 1.600 ad est della capitale, ne presagì l'inevitabile capitolazione.
Il 17 settembre l'Unione Sovietica invase la Polonia da est ed il Presidente della Polonia Ignacy Mościcki, insieme al comandante dell'esercito polacco, il maresciallo di Polonia Edward Rydz-Śmigły, ripararono in Romania; il giorno successivo i sovietici raggiunsero Brest-Litovsk, occupata due giorni prima dalle avanguardie del XIX gruppo corazzato provenienti da nord, incontrandosi, il giorno 20, nell'antica città polacca, con le truppe della Wehrmacht, sancendo di fatto, a campagna ancora in corso, una spartizione politica della Polonia, ed obbligando le truppe tedesche presenti in città ad evacuarla entro il 22 settembre; lasciata Brest-Litovsk, lo stesso giorno il XIX corpo corazzato venne acquartierato a Zambrów ed il giorno successivo giunse a Gallingen, dove fu ufficialmente sciolto in attesa di essere rimpatriato, ed il 9 ottobre il comando del corpo fu trasferito a Berlino.

## La campagna di Francia

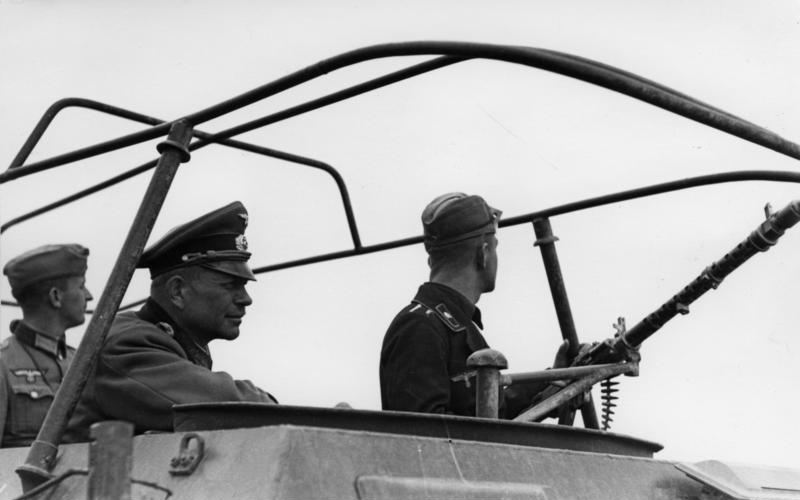
Il generale Heinz Guderian, a bordo di uno Schützenpanzer, durante la campagna di Francia

In attesa dell'attacco verso occidente il XIX corpo corazzato fu dislocato in Renania, precisamente nella zona di Eifel, lungo il confine con la Francia ed era composto dalla 2ª divisione di fanteria motorizzata e dalla 2ª divisione corazzata, comandata dal generale Rudolf Veiel. Il 10 maggio 1940 la Wehrmacht dette inizio al cosiddetto piano Fall Gelb, il caso giallo, ossia l'invasione della Francia e dei Paesi Bassi ed il XIX corpo corazzato fu inquadrato nell'Heeresgruppe A, comandato dal generale Gerd von Rundstedt, e precisamente nel cosiddetto Panzergruppe von Kleist, ed, al momento dell'attacco, esso comprendeva la 1ª divisione corazzata, comandata dal generale Friedrich Kirchner, la 2ª divisione corazzata e la 10ª divisione corazzata.
Analogamente a quanto avvenne in Polonia l'avanzata tedesca fu molto rapida ed il 13 maggio i panzer del XIX corpo corazzato occuparono Sedan, effettuando lo sfondamento decisivo del fronte francese sulla Mosa,  ma l'Alto comando tedesco impose al generale Guderian di arrestarsi in attesa dell'arrivo della fanteria; egli tuttavia, insieme alle altre divisioni corazzate del Panzergruppe Kleist e a quelle del XV corpo corazzato, tra cui la 7ª divisione corazzata, comandata dal generale Erwin Rommel, proseguì l'avanzata verso ovest, venendo, a causa del suo atto di insubordinazione, privato il 17 maggio del comando dal generale von Kleist, ordine che tuttavia non venne confermato dal comandante del gruppo di armate A, il generale von Rundstedt, ed il 18 maggio il XIX corpo corazzato raggiunse ed occupò San Quintino. Il 20 maggio le unità corazzate di testa del XIX corpo corazzato raggiunsero le coste della Manica, completando le cosiddetta manovra Sichelschnitt e tagliando fuori in Belgio oltre un milione di soldati alleati.
Il 1º giugno il XIX corpo corazzato venne rinominato Panzergruppe Guderian e prese il comando delle quattro divisioni corazzate, 1ª, 2ª, 6ª e 8ª, del XXXIX corpo motorizzato, comandato dal generale Rudolf Schmidt, e del XLI corpo motorizzato, comandato dal generale Georg-Hans Reinhardt. Il 14 giugno le truppe tedesche fecero il loro ingresso a Parigi ed, il 22 giugno, fu firmato l'armistizio di Compiègne che sancì la resa della Francia; il giorno successivo il Panzergruppe Guderian  venne trasferito a Besançon, in prospettiva di essere utilizzato per l'operazione Seelowe, ma la sconfitta della Luftwaffe nella battaglia d'Inghilterra, ne provocò il definitivo trasferimento a Berlino dove, il 16 novembre 1940, assunse la nuova denominazione di II gruppo corazzato, panzergruppe 2, nome con il quale, nell'estate del 1941, partecipò all'operazione Barbarossa.